# Maria Magdalena kapell, Stockholm

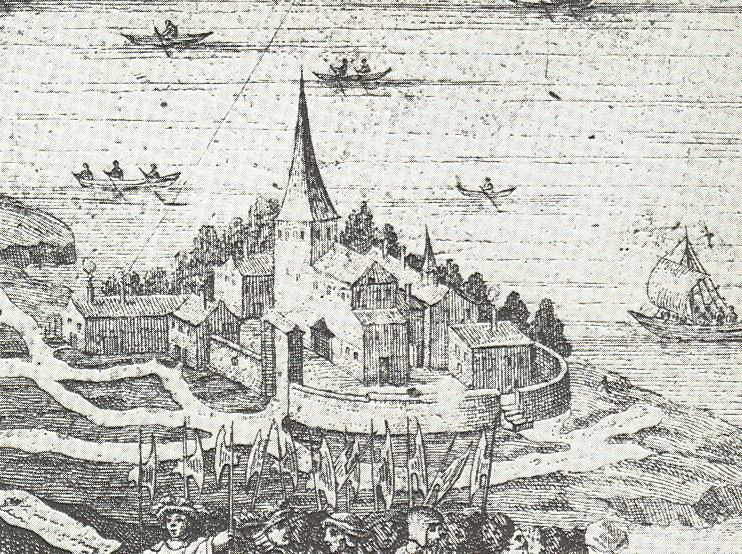
Maria Magdalena kapell på Blodbadstavlan (1524).

Maria Magdalena kapell var ett katolskt kapell beläget på Södermalm i Stockholm, uppfört av kung Magnus Eriksson efter påvligt tillstånd sommaren 1347 på platsen för dagens Maria Magdalena kyrka. Kapellet utgjorde därmed den första kyrkobyggnaden på Södermalm i Stockholm.
En avbildning av kapellet finns på Blodbadstavlan från 1524, som visar en fästningslik kyrkobyggnad med kor i öster, långhus med huvudportal åt sydsidan samt ett torn med spetsig spira i väster. Norr och nordost om kyrkan finns bostadshus, medan kyrkogården mot sedvanligt bruk verkar ligga i söder och öster. Hela området är omgivet av en mur med en hög port i söder.
Kapellet demolerades 1527, som en följd av Västerås riksdag av strategiska skäl för den inre stadens säkerhet.[källa behövs]